# خلف بن سالم
أبو محمدٍ خلف بن سالم المخرمي السندي المهلبي البغدادي مولى آل المهلب، محدث من كبار الحفاظ.ولد بعد 160 هـ. وكان موصوفاً بالحفظ، والمعرفة بعلم الرجال. توفي 23 رمضان سنة 231 هـ.

## روايته للحديث النبوي
- سمع : أبا بكر بن عياش، وهشيم بن بشير، ويحيى بن سعيد القطان، وعبد الرحمن بن مهدي، وإسماعيل بن علية، وسعد بن إبراهيم بن سعد، وأخاه يعقوب بن إبراهيم، ومعن بن عيسى، وأبا نعيم الفضل بن دكين ، ومحمد بن جعفر غندرا. ويزيد بن هارون، ووهب بن جرير ، وعبد الرزاق بن همام.
- روى عنه : إسماعيل بن أبي الحارث، وحاتم بن الليث، ويعقوب بن شيبة، وأحمد بن أبي خيثمة، وجعفر الطيالسي، وعباس الدوري، ويعقوب بن يوسف المطوعي، والحسن بن علي المعمري، وأحمد بن الحسن بن عبد الجبار الصوفي.
- منزلته عند علماء الحديث: قال أبو حاتم الرازي : ثقة. وقال أبو حاتم بن حبان البستي: من الحفاظ المتقنين. وقال أحمد بن حنبل: لا يشك في صدقه. وقال أحمد بن شعيب النسائي : ثقة. وقال ابن حجر العسقلاني : ثقة حافظ صنف المسند عابوا عليه التشيع ، ودخوله في شيء من أمر القاضي. وقال الذهبي : الحافظ. وقال حمزة بن محمد الكناني : ثقة مأمون من نبلاء المحدثين. وقال يحيى بن معين : صدوق، ومرة: ليس به المسكين بأس، لولا أنه سفيه. وقال يعقوب بن شيبة السدوسي : كان ثقة ثبتا.[3]